# Henrietta Csiszár
Henrietta Csiszár (Hajdúnánás, 15 mei 1994) is een Hongaars voetbalspeelster die als middenveldster speelt. Ze speelt anno 2022 voor het Italiaanse Inter Milaan.